# Jaroslav Starý (odbojář)
Jaroslav Starý (22. dubna 1891 Sobíňov – 24. října 1942 Koncentrační tábor Mauthausen) byl český voják britské armády a odbojář z období druhé světové války popravený nacisty.

## Život

### Mládí, první světová válka a služba v britské armádě
Jaroslav Starý se narodil 22. dubna 1891 v Sobíňově v okrese Havlíčkův Brod v rodině Josefa a Josefy Starých. Měl staršího bratra Josefa a mladší sestru Marii. Vyučil se zahradníkem. K armádě byl odveden v roce 1907 a prezenční službu si odbyl u 60. pěšího pluku v Miškolci, kde sloužil u 10. roty. Po jejím skončení se usadil v Klánovicích a živil se zahradničením.
Nedlouho před vypuknutím první světové války odjel do Velké Británie kde byl na podzim 1914 jako občan nepřátelského státu internován v zajateckém táboře nejprve v Portsmouthu, od dubna 1915 v Dorchesteru, následně ve Wakefieldu a Stobsu. Po propuštění z internace vstoupil dne 2. července 1917 dobrovolně do britské armády a jako její příslušník byl po krátkém výcviku odeslán v srpnu téhož roku do Indie konkrétně do Bombaje a dále do Džabalpuru. Zde se Jaroslav Starý přihlásil do vojenského orchestru jako klarinetista a do komorního souboru jako violoncellista. V únoru 1918 se Starého jednotka přesunula k afghánským hranicím do Kvéty (anglicky Quetta) v Balúčistánu v Pákistánu, kde se v roce 1919 zúčastnil třetí anglo-afghánské války. V Kvétě byl krátce hospitalizován v nemocnici kvůli zimnici a po rekonvalescenci se vrátil ke své jednotce. I když byl již podepsat mír mezi oběma zeměmi, i nadále docházelo k lokálním potyčkám. Na podzim 1919 byl propuštěn ze služby a na Vánoce téhož roku se vrátil do Československa. Oficiálně byl z britské armády demobilizován 30. ledna 1920, ale československé úřady jeho demobilizaci provedly až 24. dubna 1920.

### Mezi světovými válkami
Po návratu do Československa se Jaroslav Starý vrátil do Klánovic k provozování svého zahradnického řemesla. Bydlel v podnájmu a v jeho práci mu pomáhala i jeho sestra Marie, provdaná Pelikánová. Z pobytu v subtropech si dovezl malárii, ale nejspíše se jednalo o slabou formu a vyléčil se. V zahradnické živnosti se mu dařilo a na zakoupeném pozemku v Šestajovicích si postavil dům, kam se v roce 1928 přestěhoval. Dne 10. července 1929 se oženil s Marií Hrůzovou, učitelkou v Šestajovicích. Byl aktivní v Sokole, stal se náčelníkem IV. okrsku Sokolské župy Barákovy. Jeho manželka rovněž působila v Sokole.

### Protinacistický odboj
V noci z 28. na 29. prosinec roku 1941 byla u obce Nehvizdy vysazena skupina Anthropoid ve složení Jozef Gabčík a Jan Kubiš. Od tamního faráře Františka Samka dostal rotmistr Jan Kubiš kontakt na pekaře Františka Kroutila, rovněž sokolského činovníka, který do pomoci výsadku zapojil i Jaroslava Starého. Spolu s Břetislavem Baumanem pomáhal s přesunem materiálu, výbušnin a zbraní výsadku Anthropoid a jeho rozmístěním na bezpečná místa v Praze. Poskytl též parašutistům kontakt na Jaroslava Piskáčka.

## Zatčení, smrt
Dne 16. června 1942 zradil odbojáře Karel Čurda a poté, co se přihlásil na gestapu, se rozjela vlna zatýkání. Jaroslav Starý byl zatčen 15. července téhož roku a s Břetislavem Baumanem vyslýchán nejprve v Nehvizdech, následně byli oba převezeni do pankrácké věznice. Na konci srpna 1942 byla zatčena jeho manželka Marie, oba byli poté vězněni v koncentračním táboře Terezín. Dne 27. září byli stanným soudem odsouzeni k trestu smrti a 24. října zastřeleni v koncentračním táboře Mauthausen během fingované zdravotní prohlídky.

## Vyznamenání
- Československá revoluční medaile
- Medaile za všeobecnou službu 1918

## Památka
- Na budově ZŠ Šestajovice, Komenského 158/11, je umístěna pamětní deska s nápisem: MARIE STARÁ učitelka JAROSLAV STARÝ zahradník POPRAVENI 24. 10. 1942.[2]
- Manželům Starým byla na jejich domě v Šestajovicích čp. 182 odhalena pamětní deska s nápisem: "V tomto domě žili a byli zatčeni pro účast v odboji Jaroslav Starý s manž. Marií, činovníci Sokola v Šestajovicích. Oba byli umučení 24. X. 1942 v Mauthausenu." Poprvé zde byla umístěna šestajovickými sokoly při oslavách prvního roku osvobození v květnu 1946. V padesátých letech po změně politické situace a zákazu činnosti Sokola sejmuta a uschována u dobrých lidí na půdě. Na své místo se vrátila v roce 1993.[3]
- Po Marii a Jaroslavovi Starých je pojmenovaná ulice "Manželů Starých" v Šestajovicích.
- Jeho jméno a jméno jeho manželky (Stará Marie *19. 3. 1902, Starý Jaroslav *22. 4. 1891) je uvedeno na pomníku při pravoslavném chrámu svatého Cyrila a Metoděje (adresa: Praha 2, Resslova 9a). Pomník byl odhalen 26. ledna 2011 a je součástí Národního památníku obětí heydrichiády.[4]

## Galerie

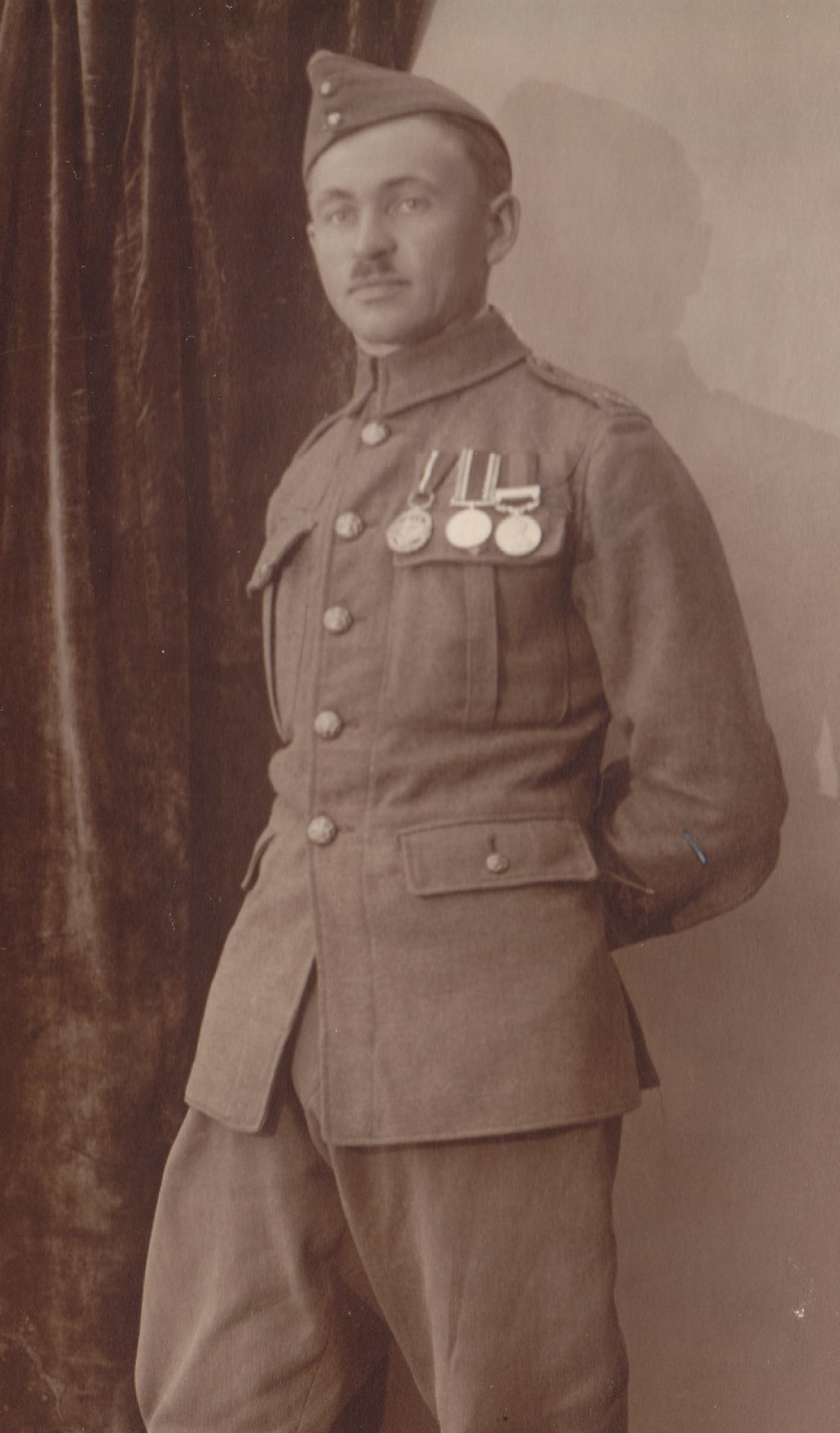
Jaroslav Starý v uniformě anglické armády
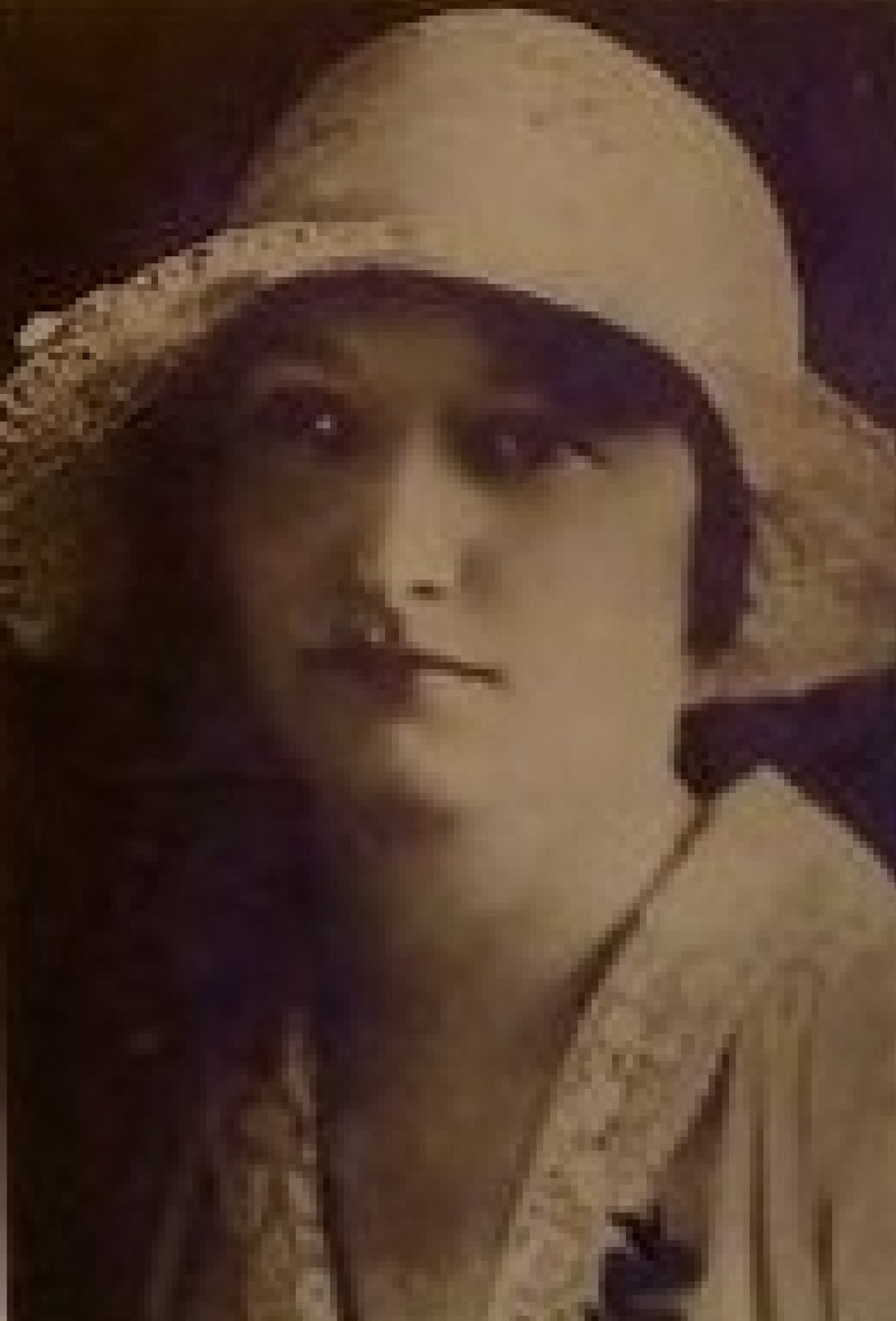
Manželka Jaroslava Starého Marie na fotografii ze školního tabla
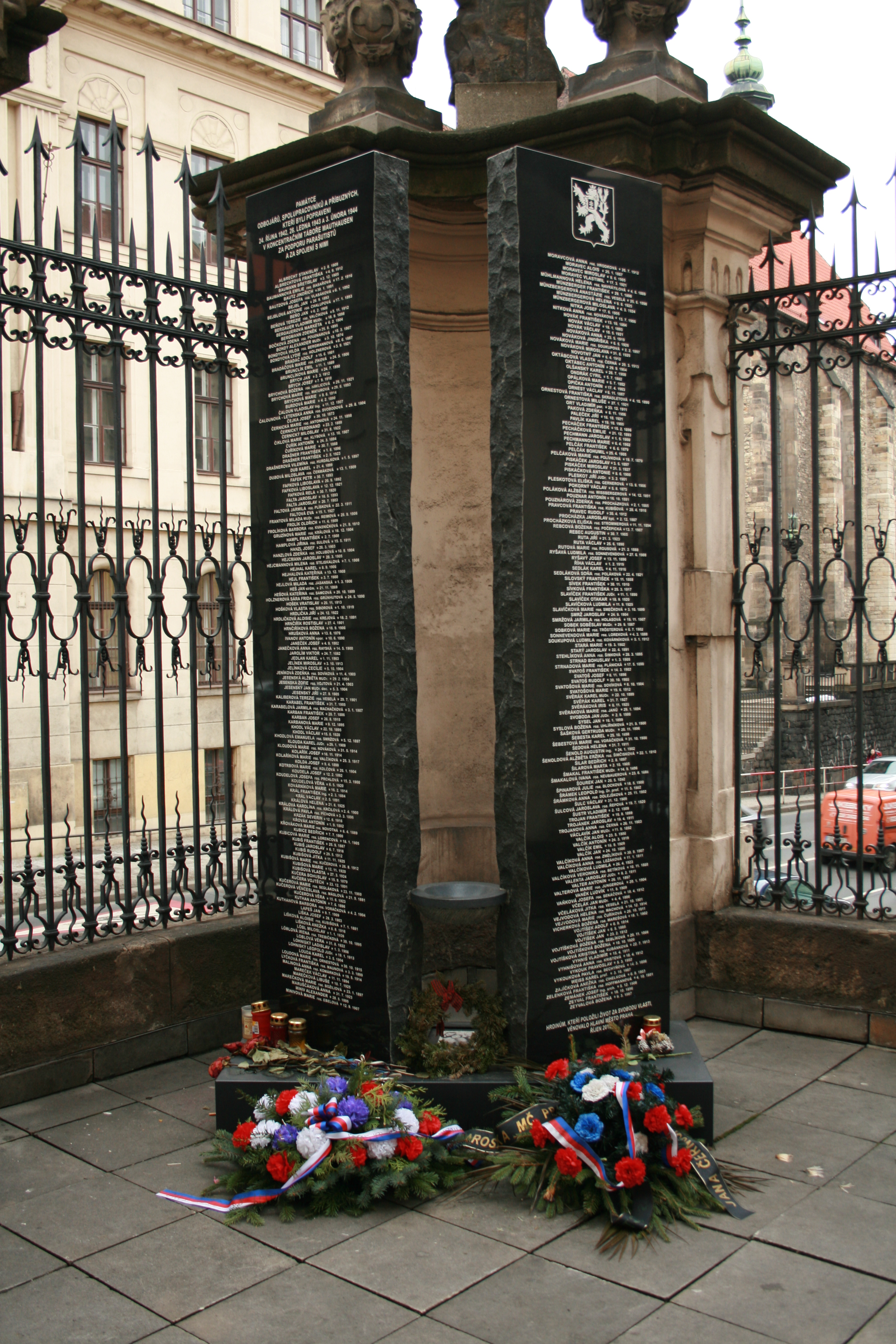
Pomník spolupracovníků parašutistů a jejich rodinných příslušníků na terase kostela sv. Cyrila a Metoděje v Resslově ulici v Praze
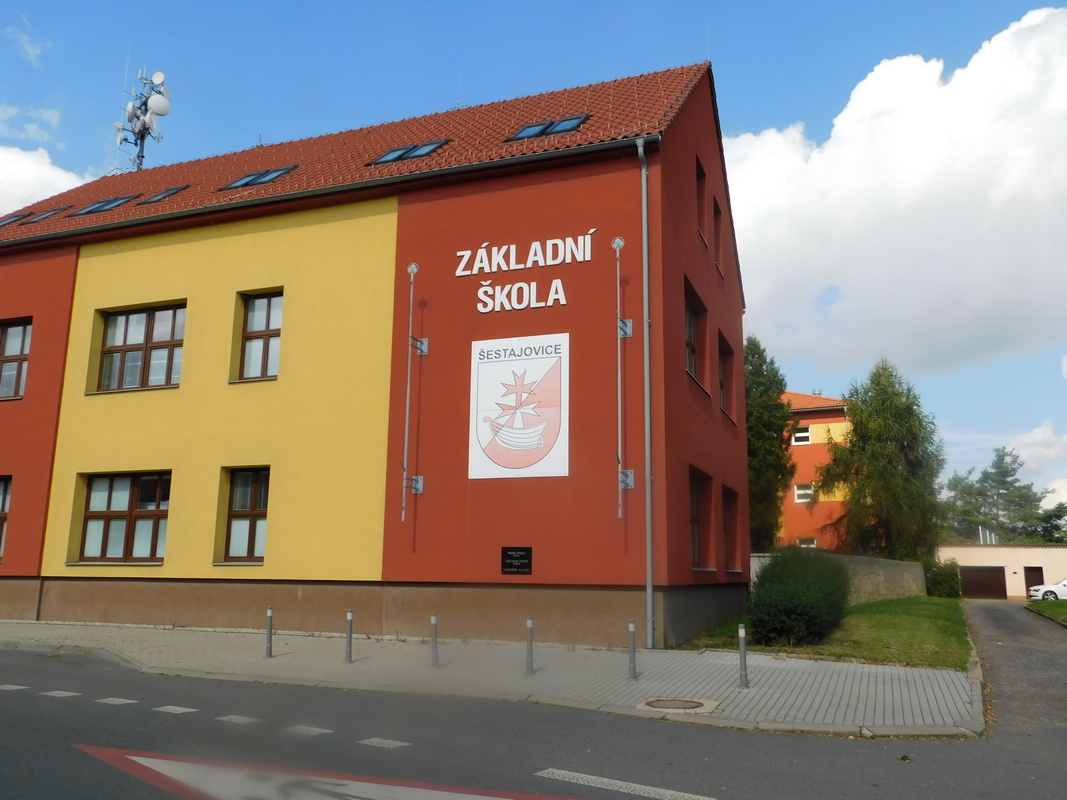
ZŠ Šestajovice s pamětní deskou manželů Starých
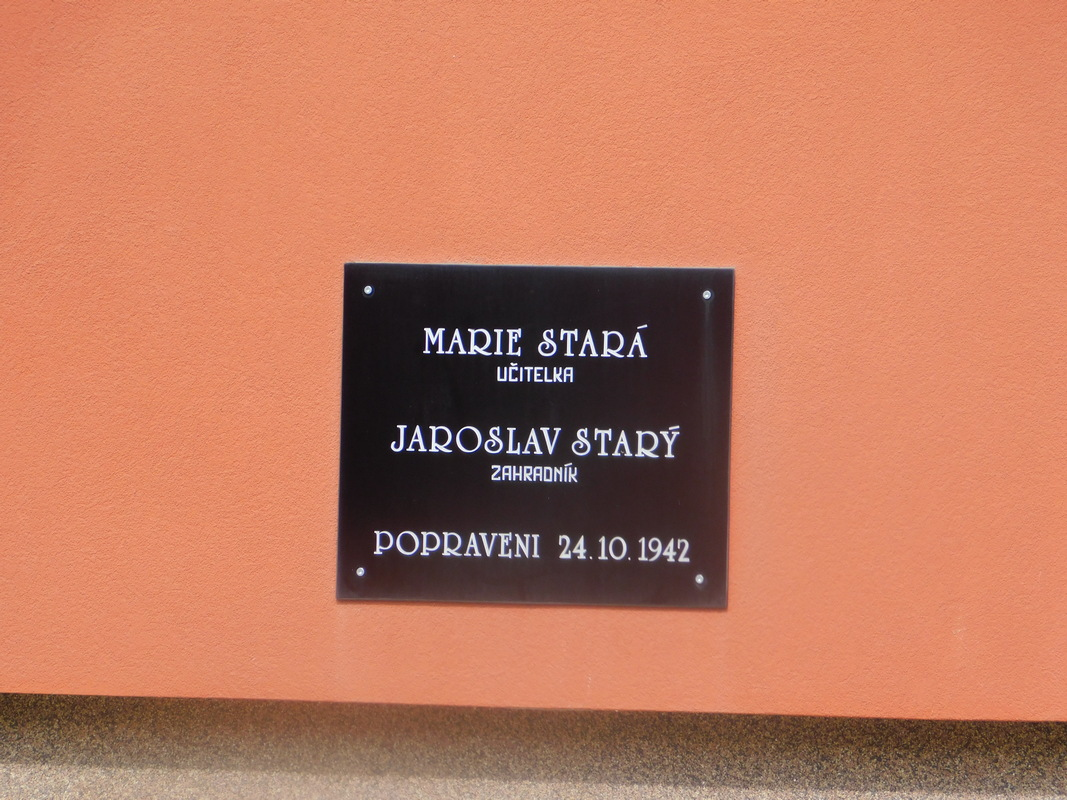
Detail pamětní desky na ZŠ Šestajovice
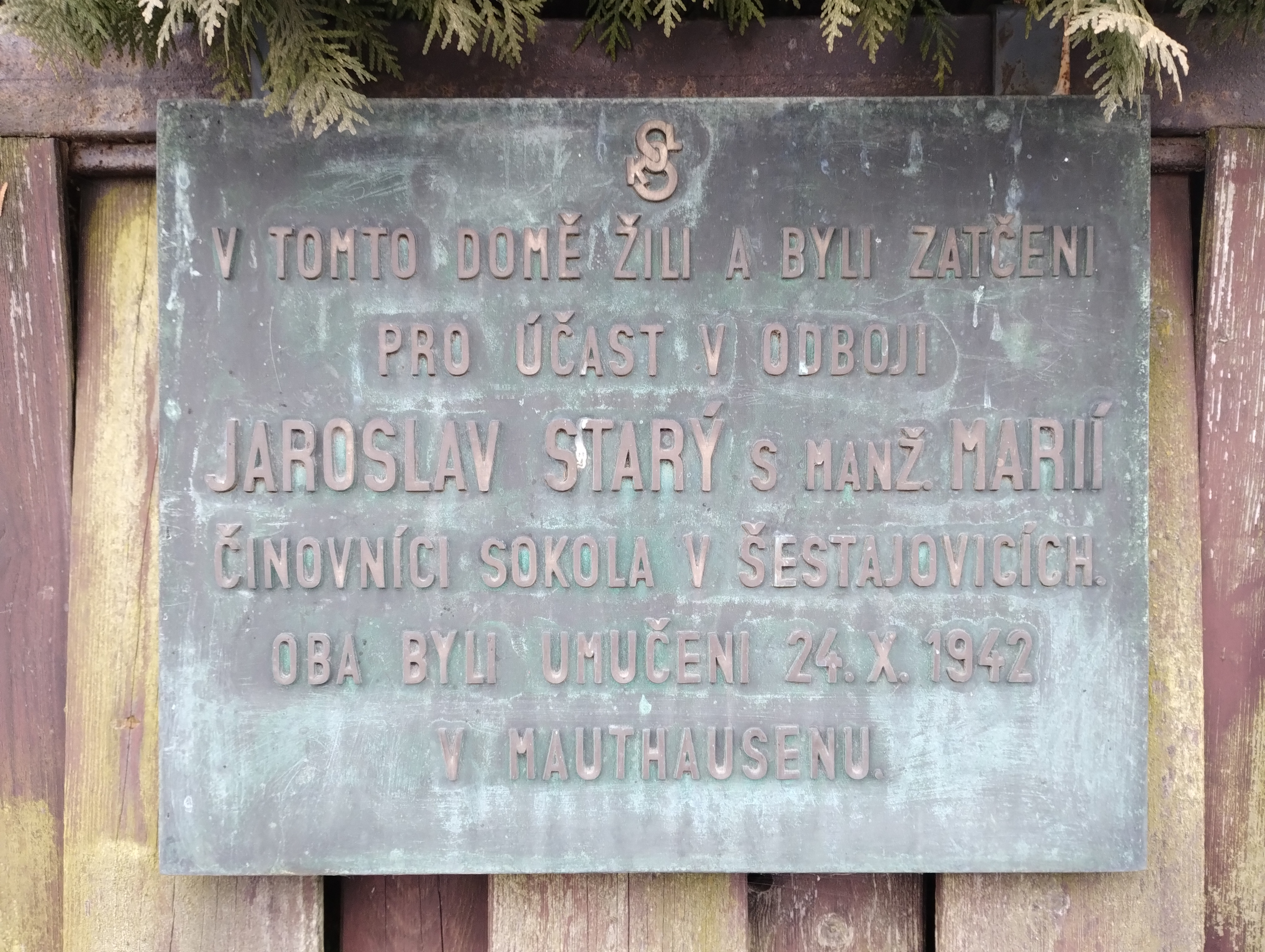
Pamětní deska manželů Starých na plotu domu, Šestajovice čp. 182